# Hội chứng Prader–Willi
Hội chứng Prader–Willi (PWS) là một rối loạn di truyền do mất chức năng của các gen nhất định. Ở trẻ sơ sinh, các triệu chứng bao gồm cơ bắp yếu, bú kém và chậm phát triển. Bắt đầu từ thời thơ ấu, người bệnh trở nên đói liên tục, điều này thường dẫn đến béo phì và tiểu đường loại 2. Ngoài ra, suy giảm trí tuệ từ nhẹ đến trung bình và các vấn đề hành vi là điển hình. Thông thường bệnh nhân có trán hẹp, tay và chân nhỏ, chiều cao ngắn, da có màu sáng và hầu hết những người bị ảnh hưởng đều không thể có con.
Khoảng 74% trường hợp xảy ra khi một phần nhiễm sắc thể 15 của người cha bị xóa. Trong 25% trường hợp khác, người này có hai bản sao nhiễm sắc thể 15 từ mẹ và không có từ cha của họ. Do các bộ phận của nhiễm sắc thể từ người mẹ bị tắt, chúng không có bản sao hoạt động của một số gen nhất định. PWS thường không được di truyền mà thay vào đó là những thay đổi di truyền xảy ra trong quá trình hình thành trứng, tinh trùng hoặc trong giai đoạn phát triển ban đầu. Không có yếu tố rủi ro được biết đến. Những người có một đứa con bị PWS có ít hơn 1% khả năng đứa trẻ tiếp theo bị ảnh hưởng. Một cơ chế tương tự xảy ra trong hội chứng Angelman, ngoại trừ nhiễm sắc thể 15 bị lỗi là từ mẹ hoặc hai bản sao là từ cha.
Hội chứng Prader–Willi không có cách chữa. Điều trị, tuy nhiên, có thể cải thiện kết quả, đặc biệt là nếu được thực hiện sớm. Ở trẻ sơ sinh, khó khăn khi cho ăn có thể được hỗ trợ với ống cho ăn. Giám sát thực phẩm nghiêm ngặt thường được yêu cầu bắt đầu khoảng ba tuổi kết hợp với một chương trình tập thể dục. Liệu pháp hormone tăng trưởng cũng cải thiện kết quả. Tư vấn và thuốc có thể giúp đỡ với một số vấn đề hành vi. Nhà tập thể thường là cần thiết ở tuổi trưởng thành.
PWS ảnh hưởng từ 1/10.000 đến 1/30.000 người. Nam và nữ bị ảnh hưởng như nhau. Bệnh được đặt theo tên của Andrea Prader, Heinrich Willi và Alexis Labhart, mà đã mô tả chi tiết bệnh này vào năm 1956. Một mô tả trước đó đã được thực hiện vào năm 1887 bởi John Langdon Down.